# Aechmea triangularis
Aechmea triangularis é uma espécie de planta do gênero Aechmea. Esta espécie foi considerada endêmica do Estado do Espírito Santo no leste do Brasil, mas identificada posteriormente no Paraná.

## Cultivares
- Aechmea 'Red Bands'[4]

## Taxonomia
A espécie foi descrita em 1955 por Lyman Bradford Smith.
Os seguintes sinônimos já foram catalogados:
- Aechmea kautskyana  E.Pereira & L.B.Sm.
- Macrochordion kautskyana  (E.Pereira & L.B.Sm.) L.B.Sm. & W.J.Kress
- Macrochordion triangularis  (L.B.Sm.) L.B.Sm. & W.J.Kress

## Forma de vida
É uma espécie epífita, rupícola, terrícola e herbácea.

## Conservação
A espécie faz parte da Lista Vermelha das espécies ameaçadas do estado do Espírito Santo, no sudeste do Brasil. A lista foi publicada em 13 de junho de 2005 por intermédio do decreto estadual nº 1.499-R.

## Distribuição
A espécie é endêmica do Brasil e encontrada nos estados brasileiros de Espírito Santo, Minas Gerais e Paraná.
A espécie é encontrada no domínio fitogeográfico de Mata Atlântica, em regiões com vegetação de floresta ombrófila pluvial e mata de araucária.